# Раевский, Александр Николаевич
Алекса́ндр Никола́евич Рае́вский (1795—1868) — участник Отечественной войны 1812 года (полковник), одесский приятель и соперник Пушкина, вероятный адресат его знаменитого стихотворения «Демон» (так было понято стихотворение многими современниками поэта).

## Биография

### Военная служба
Старший сын генерала Н. Н. Раевского и внучки М. В. Ломоносова Софьи Алексеевны, урождённой Константиновой. 
Воспитание получил в пансионе при Московском университете. Службу начал в 1810 году в Сибирском гренадерском полку. В составе 5-го егерского полка принимал участие в Отечественной войне и заграничных походах. C 1817 года — полковник. В 1819 году прикомандирован к Кавказскому отдельному корпусу. В 1824 году уволен в отставку.
В декабре 1825 года, после восстания на Сенатской площади, был арестован по подозрению в причастности к заговору, но вскоре оправдан и выпущен из-под ареста. Во время следствия держался достойно, никого не называл, говорил, что о тайном обществе ничего не знал. После освобождения по поручению отца Александр некоторое время оставался в Петербурге, чтобы быть в курсе того, как идёт следствие над их родственниками. Когда стало известно, что М. Н. Волконская намеревается разделить участь мужа и последовать за ним на каторгу, Александр возглавил настоящий семейный заговор, чтоб помешать ей в этом.

### Роль в жизни Пушкина
Не верил он любви, свободе;

На жизнь насмешливо глядел —

И ничего во всей природе

Благословить он не хотел.
Раевский познакомился с А. С. Пушкиным на Кавказе, куда попал для лечения и где служил в Кавказском корпусе. Они виделись на Северном Кавказе, в Крыму, в Каменке, в Киеве и в Одессе. Позднее повстречались в Москве. Но от прежних отношений в душе Пушкина остался горький осадок — и общение не возобновилось.
В своё время этот человек поразил воображение поэта. Он казался необычайным. Высокий, худой, в очках, с умным насмешливым взглядом небольших тёмных глаз, Александр Раевский держался загадочно, говорил парадоксами. Пушкин прочил ему необыкновенную будущность. Считается, что в пушкинском «Демоне» отражены черты Раевского. Но судьба распорядилась иначе. Блестящий ум Раевского, всё отрицая и осмеивая, ничего не мог созидать. Так много обещавший молодой человек сделался желчным и завистливым, как о том пишет известный его недруг Филипп Вигель:

Ещё зимой чутьём слышал я опасность для Пушкина, не позволял себе давать ему советов, но раз шутя сказал ему, что по африканскому происхождению его всё мне хочется сравнить его с Отелло, а Раевского с неверным другом Яго. Через несколько дней по приезде моём в Одессу встревоженный Пушкин вбежал ко мне сказать, что ему готовится величайшее неудовольствие. В это время несколько самых низших чиновников из канцелярии генерал-губернаторской, равно как и из присутственных мест, отряжено было для возможного ещё истребления ползающей по степи саранчи; в число их попал и Пушкин. Ничего не могло быть для него унизительнее…

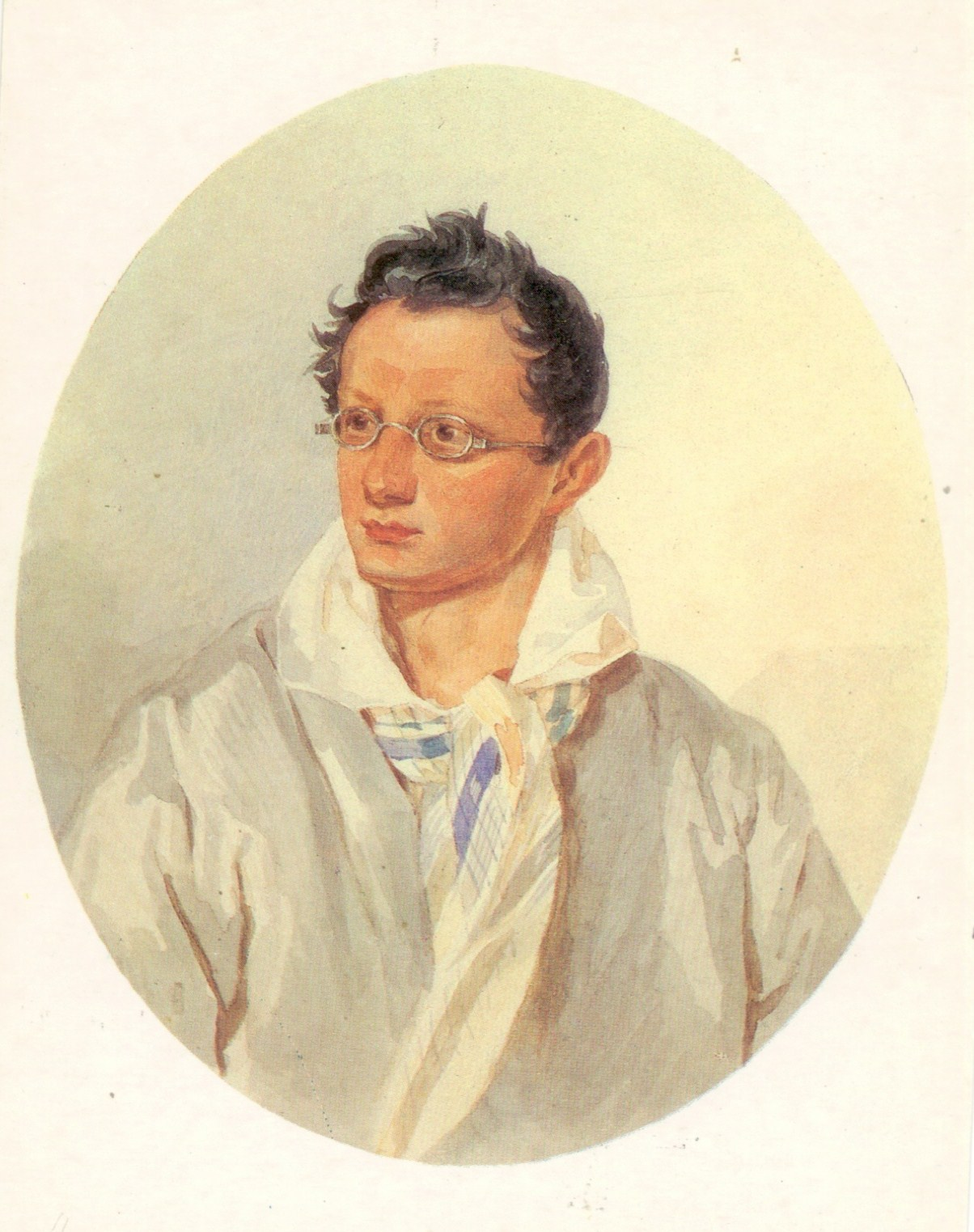
А. Н. Раевский, 1820-е годы

По сведениям Вигеля, это Раевский предложил начальнику Пушкина графу Воронцову отправить поэта на борьбу с сельхозвредителями (саранчой). Он играл чувствами поэта вместе с женой губернатора Елизаветой Воронцовой, которых молва подозревала в любовной связи. Только позднее Пушкину открылось истинное лицо того, кого он считал своим другом.

### В отставке
В 1826 году получил придворный чин камергера, служил чиновником особых поручений при губернаторе Новороссии М. С. Воронцове, адъютантом которого был ещё в 1813 году. В 1827 году, после конфликта с Воронцовым, разразившегося из-за безумной страсти Александра Раевского к графине Елизавете Ксаверьевне Воронцовой, вышел в отставку.
Раевский был сослан в Полтаву, где жил безвыездно. Лишь осенью 1829 года по специальному разрешению ему позволили поехать в Болтышку к умирающему отцу. После отъезда матери и сестёр в Италию Александр Николаевич взял на себя управление Болтышкой, стал приводить в порядок расстроенное хозяйство имения. Раевский держался режима строгой экономии: ел то же, что и прислуга, скромно одевался. Он исправно посылал деньги в Италию, занимался имущественными и финансовыми делами М. Н. Волконской. Во время эпидемии холеры 1831 года принимал меры по предотвращению распространения болезни в округе. Только в 1834 году Раевский получил право поселиться в Москве. Его появление в столичном свете не могло остаться незамеченным, хотя к этому времени его «демоническое» обаяние было уже не тем, он по-прежнему оставался циничным, расчётливым, любившим смущать светскую благочинность.

### Семья

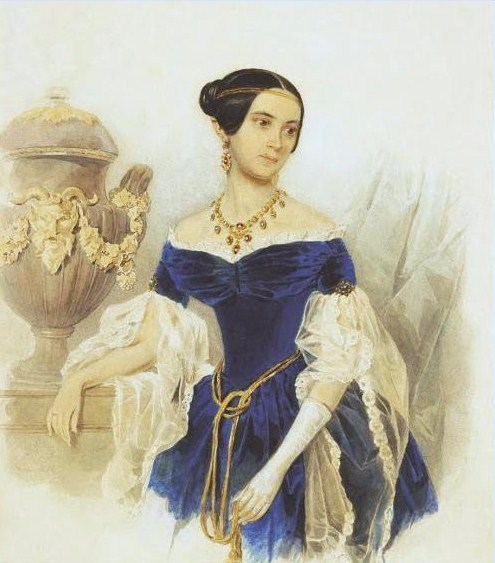
Екатерина Киндякова на акварели П. Ф. Соколова

В ноябре 1834 года Раевский женился на Екатерине Петровне Киндяковой (10 ноября 1812—26 ноября 1839), дочери Петра Васильевича и Александры Васильевны Киндяковых; её сестра Елизавета Петровна (1805 — 1854) в 1824 году вышла замуж за князя И. А. Лобанова-Ростовского, а после развода с ним стала женой А. В. Пашкова.

История женитьбы Раевского показала, что его характер ничуть не изменился. Дом Киндяковых принадлежал к числу немногих домов, взявших на себя миссию оживлять Москву и собирать лучший цвет общества. Дочь Киндяковых двадцатидвухлетняя Екатерина считалась жемчужиной москвичек. В 1833 году Е. А. Сушкова  в дневнике писала о Киндяковой: 
… Екатерина Киндякова это метеор, это чудо… Скорее дурна, чем красива; хорошо сложена, но слишком мала ростом; голова опрокинута, нос угреватый и вздёрнутый, руки висят; скачет, как сорока, и легка, как свинец; притом гримасница, аффектированная и кокетка… Она и её близкие выдумывают ужасным образом. Как только кто-нибудь из кавалеров появляется в их доме, они торопятся распространить слух, что это отвергнутый жених, — а эти господа в действительности только смеются над ней, несмотря на её богатство, несомненно, преувеличенное и умноженное отзывами её близких.

В семье генерал-майора Петра Васильевича Киндякова Александра Раевского принимали. Екатерина Киндякова даже поведала ему свою сердечную тайну. Она любила Ивана Путяту, но его мать запретила ему жениться, и тогда она вышла замуж за поверенного своей любви — Александра Раевского. А. И. Тургенев писал в своём дневнике: 
… Он взялся сватать её за другого, а сам женился. История самая скандальная и перессорила пол-Москвы.
 Пушкин, встретив чету Раевских в мае 1836 года, писал жене:
… Раевский, который прошлого раза казался мне немного приглупевшим, кажется, опять оживился и поумнел. 
 Жена его собою не красавица — говорят, очень умна.
Поселились молодожёны у Киндяковых, в большом каменном доме на Большой Дмитровке. Но прожили супруги недолго — через пять лет после свадьбы в 1839 году Екатерина Петровна скончалась, оставив мужу трёхнедельную дочь Александру. Теперь вся жизнь Раевского была посвящена воспитанию дочери. Александр Николаевич весьма выгодно распорядился своим наследством и приданым жены, богател, пускал деньги в рост.
Его дочь могла блистать на балах бриллиантами. В 1861 году она вышла замуж за графа Ивана Григорьевича Ностица. Но в 1863 году молодая графиня скончалась после родов, как и её мать. До конца жизни А. Раевский оставался безутешным.
Последние годы жизни Раевского прошли одиноко за границей. И одиночество этого несчастливого человека было следствием его характера. Умер в октябре 1868 года в Ницце в возрасте семидесяти трёх лет, похоронен там же на православном кладбище.

## Образ в кино
- «Звезда пленительного счастья» — актёр Борис Соколов